# Ignaz Stolz
Ignaz Stolz (Bolzano, 20 aprile 1868 – Lana, 22 novembre 1953) è stato un pittore altoatesino di lingua tedesca.

## Biografia
Stolz nacque in una famiglia di pittori: era infatti figlio di Ignaz Stolz (e per questo motivo è talora indicato come Ignaz Stolz Jr. o Ignaz Stolz der Jüngere, per distinguerlo dal padre) e fratello maggiore di Albert e Rudolf Stolz.
Dopo gli inizi sotto la guida del padre, Stolz si trasferì ancora molto giovane dapprima ad Innsbruck, dove fece l'apprendistato come decoratore, e poi a Monaco di Baviera, dove frequentò  l'Accademia di belle arti. Nel 1892 si trasferì a Vienna, dove operò fino al 1907.
Fece quindi ritorno a Bolzano, dove si afferma soprattutto come ritrattista e autore di affreschi. Suo è anche il mosaico sulla facciata della Chiesa del Sacro Cuore di Bolzano.
Agli inizi degli anni Venti conobbe il giovane Luis Trenker, cui fu legato da un rapporto di amicizia: lo ritrasse per due volte (1924 e 1928), ed il regista gli commissionò (1938) i ritratti dei genitori, dal 2012 conservati al Museum Gherdëina di Ortisei.
Negli anni 1941-44 partecipava regolarmente alle mostre artistiche naziste «Gau-Kunstausstellungen Tirol-Vorarlberg» tenutesi a Innsbruck.